# Люжон, Морис
Морис Люжон (фр. Maurice Lugeon; 10 июля 1870, Пуасси — 23 октября 1953, Лозанна) — швейцарский учёный, геолог и геоморфолог, создатель теории тектонического строения Альп и Татр. Член Французской академии наук, Польской академии знаний, иностранный член Лондонского королевского общества (1944) и др., член-корреспондент (впоследствии иностранный член) Академии наук СССР (1925) и Бельгийской Королевской академии.

## Биография
Родился 10 июля 1870 года в Пуасси.
С 1898 года — профессор Лозаннского университета, в 1918—1920 был его ректором.
С 1906 года в течение более 40 лет заведовал кафедрой геологии Лозаннского университета.
Главным направлением научной деятельности Люжона была тектоника. Им проведены обширные исследования Альп, но на основании геологической карты В. Улига также сформулирована теория тектонического покрова Татр. Подтверждение его теории состоялось в 1903 участниками IX Международного геологического конгресса и до настоящего времени остаётся в силе и подвергается научной критике.
Профессор у Е. Ромер, Б. Свидерский, Поль Фалло и других учёных.
Скончался 23 октября 1953 года в районе Лозанны, Швейцария.

## Награды, премии и звания
- 1906 — Премия Пресевича[8]
- 1932 — Премия Марселя Бенуа
- 1938 — медаль Волластона
- 1949 — медаль Густава Штейнмана
- Орден Почётного легиона
- иностранный член Лондонского королевского общества.

## Память
В честь Люжона названа используемая в гидрогеологии единица измерения водопроницаемости грунтов — люжон.

## Избранные труды
- Lugeon M. Les grandes nappes de recouvrement des Alpes du Chablais et de la Suisse. Bulletin de la Société géologique de France, 1, 723—825.(1901)
- Lugeon M. Les nappes de recouvrement de la Tatra et lorigine des Klippes des Carpathes («Bull. de la Société Vaudoise des Sciences Naturelles», Lausanne 1903.